# Pratt & Whitney R-985
Les Pratt & Whitney R-985 Wasp Junior sont une série de moteur d'avions produits par la compagnie américaine Pratt & Whitney de 1929 à 1953. Ils appartiennent à la vaste famille des moteurs Wasp.

## Conception
Le Wasp junior, comme son nom l'indique, est une réduction du Pratt & Whitney R-1340 Wasp, et a été développé environ quatre ans après son aîné. Sa cylindrée est réduite de 22 à 16 litres (les nombres 1340 et 985 sont la cylindrée en pouces cubes), mais sa conception reste la même : moteur radial neuf cylindres, refroidi par air, suralimentation par compresseur mécanique centrifuge. Les cotes concernant les fixations avec l'avion sont maintenues, ainsi les deux moteurs sont assez facilement  interchangeables. Dans la première version présentée en 1929, le moteur développe 300 chevaux. Cette puissance a été augmentée au fil des versions, atteignant 450 chevaux sur la version T1B2.

## Utilisation
Un très grand nombre d'avions (et quelques hélicoptères), civils comme militaires, ont utilisé le Wasp Junior. Au total environ 39 000 exemplaires ont été produits.
- Monomoteurs d'entraînement : Vultee BT-13 Valiant, North American BT-9, CAC CA-25 Winjeel, Fleetwings BT-12 Sophomore
- Bimoteurs d'entrainement : Airspeed AS.10 Oxford
- Bimoteurs de transport : Lockheed L-10 Electra, Beechcraft Model 18, Barkley-Grow T8P-1, SIAI-Marchetti SM.102
- Avions de travail agricole : Air Tractor AT-300, Weatherly 201
- Prototype d'avion à décollage vertical : Bell XV-3
- Hydravions à coque monomoteurs : Sikorsky S-39
- Hydravions à coque bimoteurs : Grumman G-21 Goose, Douglas Dolphin
- Avions de sport, de course : Laird Solution, Northrop Beta
- Hydravions à flotteur de reconnaissance : Vought OS2U Kingfisher, Berliner-Joyce OJ
- Biplan utilitaire monomoteur : Beechcraft Staggerwing
- Monoplan utilitaire monomoteur : Max-Holste MH-1521 Broussard
- Hélicoptères légers : Sikorsky H-5, Breguet G.111

### Epoque contemporaine
Le R-985 a la réputation d'une très grande fiabilité, et il a été construit en masse, largement à cause de la guerre. Un parc important d'avions anciens équipés de Wasp Junior vole encore, des moteurs de rechange sont toujours disponibles, et des pièces d'usure (comme les bougies d'allumage) sont toujours en production. Les R-985 sont d'ailleurs utilisés dans des projets de restauration ou de répliques d'avions qui utilisaient à l'origine des moteurs différents (devenus trop rares, trop difficiles à entretenir). Ainsi, la réplique de Potez 63-11 construite par Jean-Marie Garric utilise des R-985, alors que l'avion d'origine possédait des moteurs Hispano-Suiza.